# Estadio Mary Terán de Weiss

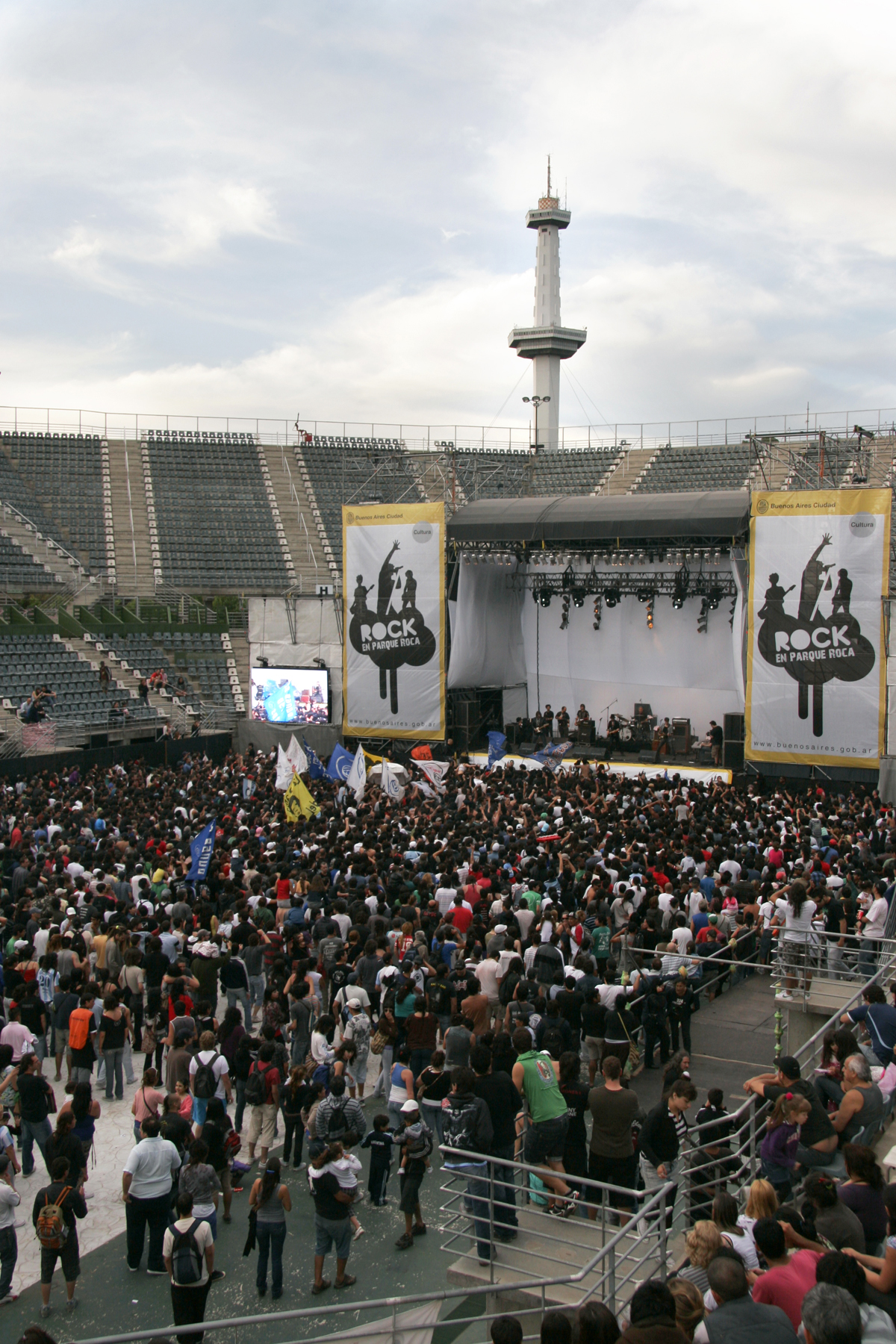
Rock en Buenos Aires.

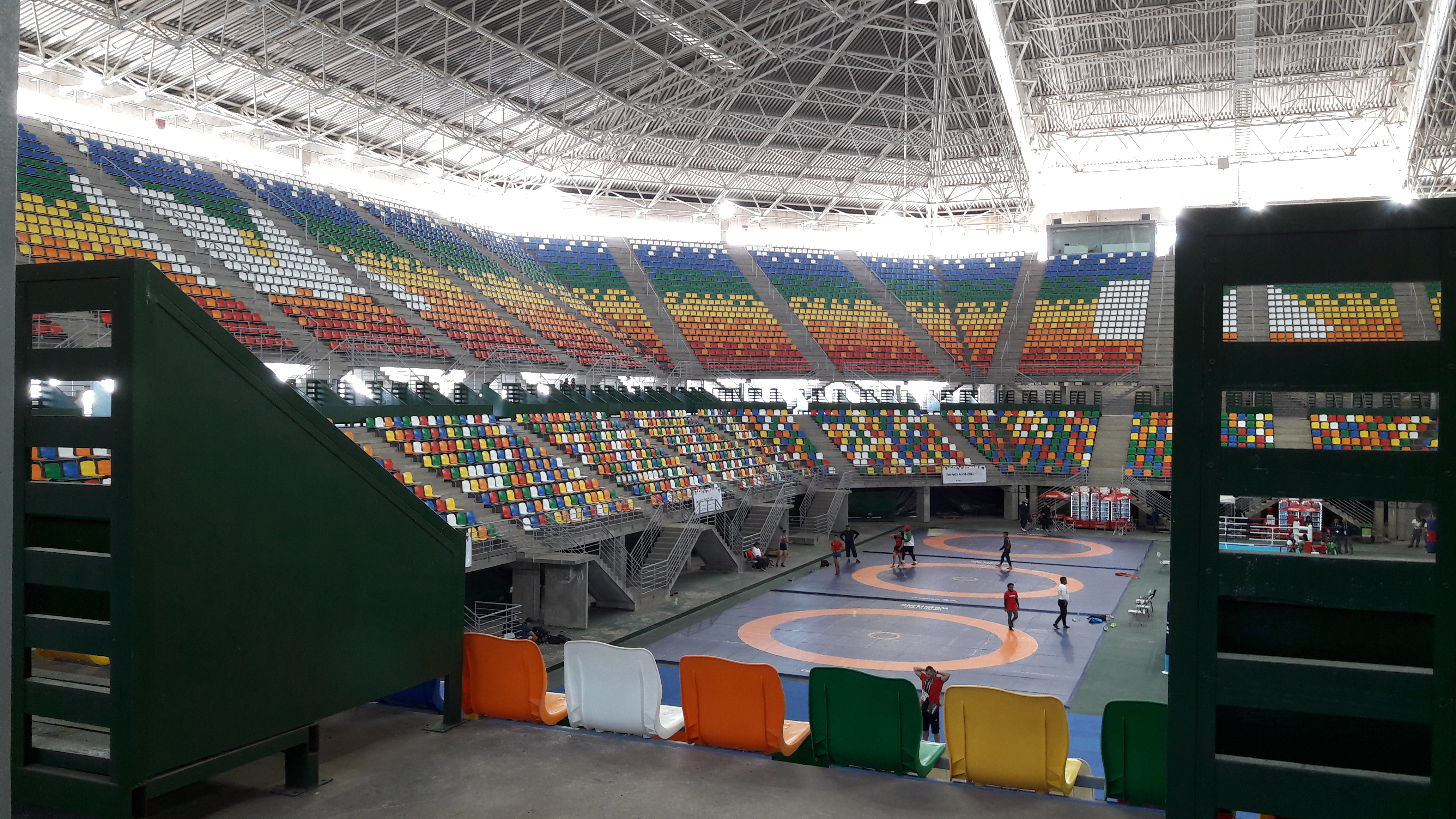
Vista interior.

El Estadio Mary Terán de Weiss (también conocido con su antiguo nombre Estadio Parque Roca) es un estadio de tenis y multipropósito de la ciudad de Buenos Aires, construido dentro del Parque Polideportivo Julio Argentino Roca en la zona sur de la ciudad. Aunque fue diseñado para la realización de diferentes tipos de actividades, fue centralmente pensado para la práctica del tenis, por lo que lleva el nombre de Mary Terán de Weiss, la primera tenista argentina de fama internacional. Como estadio de tenis es el más grande de Sudamérica.
Asimismo, luego de su techado se convirtió en el estadio cerrado o arena con mayor capacidad de Argentina y el primero de América Latina en contar con techo corredizo.

## Historia
La historia del predio donde actualmente se encuentra el Parque del Bicentenario se remonta a la década de 1840, cuando un caudillo federal de apellido Lucero, recibió del gobernador Juan Manuel de Rosas, las tierras comprendidas entre las actuales avenidas Roca, Lafuente, Escalada y 27 de febrero (que corre a la vera del Riachuelo), dentro de lo que es hoy el barrio porteño de Villa Soldati. Según cuenta la historia, el sistema para determinar el alcance de la concesión consistía en la distancia que pudiese realizar un caballo a galope, o sea que cuando este se cansaba, allí finalizaba la concesión. Ya dueño de las tierras, Lucero hizo plantar eucaliptos, pinos, perales y membrillos e instaló un molino hidráulico, por lo que la propiedad era conocida como la "Quinta del Molino". Tras la muerte de su dueño la quinta quedó abandonada y fue ocupada ilegalmente por varias familias de bajos recursos. Para mediados de los años 30 el lugar se convirtió en vaciadero de basura, situación que se agravaba los días de lluvia en que los camiones no podían ingresar al predio, por lo que terminaban depositando la basura sobre la Avenida Roca.
El 15 de noviembre de 1978, durante la gestión del Intendente Osvaldo Cacciatore se prohíbe seguir depositando basura en el “Vaciadero de Soldati”. Un año después, sobre los terrenos de la vieja Quinta del Molino, la municipalidad inauguraba el Parque Polideportivo Julio A. Roca.
Casi 28 años después, 19 de septiembre de 2006, el Jefe de Gobierno de la Ciudad de Buenos Aires, Jorge Telerman, presidió el acto de inauguración del gran Estadio de Tenis. El primer evento oficial disputado en dicho estadio fue las semifinales de la Copa Davis 2006 entre Argentina y Australia, con la victoria del equipo argentino por 5 a 0. En 2007, la Legislatura de la Ciudad de Buenos Aires bautizó Estadio Mary Terán de Weiss, al estadio en honor a la tenista Mary Terán de Weiss, primer tenista mujer de Argentina, quién fue perseguida por la dictadura militar autodenominada Revolución Libertadora, que le prohibió toda participación deportiva en el país, convirtiéndola en una perseguida política y la obligó al exilio en Montevideo y España.
En enero de 2014 comienza una obra de construcción en la que se anuncia que el estadio será techado en su totalidad con motivo de los Juegos Olímpicos de la Juventud 2018, que tendrá un costo de 103 millones de pesos.
En enero de 2015 finalmente, comenzaron las obras para su techado, cada arco pesa 190 toneladas y tendrá 43 metros de altura. A cada uno lo armarán con 17 módulos hechos con caños de acero. Se instalaron las vigas y columnas perimetrales.
Originalmente fue planteado como una sede de los juegos. Sin embargo, debido a las demoras producidas en la remodelación, el estadio no llegó a ser usado para las competiciones oficiales, por lo que quedó como lugar de entrenamiento y prácticas para boxeo y lucha.

## Características
Por Ley 2502 del 8 de noviembre de 2007 fue bautizado con el nombre de Mary Terán de Weiss en homenaje a la tenista argentina que sobresalió internacionalmente durante las décadas del cuarenta y cincuenta
El estadio tiene capacidad para 14.510 espectadores (15.500 luego de las obras de techado). El Jefe de Gobierno de la Ciudad de Buenos Aires en aquel entonces, Jorge Telerman, presidió el acto de inauguración del estadio el martes 19 de septiembre de 2006, con el nombre de Estadio Parque Roca. El primer evento oficial disputado en este estadio fueron las semifinales de la Copa Davis 2006 entre Argentina y Australia, que se disputaron entre el 22 y el 24 de septiembre, con la victoria del equipo argentino por 5 a 0.
El estadio posee 4 zonas diferenciadas: palcos a nivel del piso apoyados sobre plataforma, plateas altas y bajas, sector perimetral de palcos altos. Debajo de las tribunas cuenta con vestuarios, un amplio gimnasio, un complejo habitacional y oficinas.
En subsiguientes etapas (a partir de 2007) se iba a ejecutar la fachada perimetral y el techo corredizo. A partir de entonces, se convertiría en el estadio techado con mayor capacidad de la Ciudad de Buenos Aires. El estadio es multipropósito ya que alberga competencias de tenis de alta competición, básquet, voleibol, y espectáculos públicos, artísticos y culturales.
A partir de 2015 el estadio estará techado en su totalidad.

## Ciudad del Básquet
El Gobierno de la Ciudad de Buenos Aires suscribió un convenio entre la Corporación Buenos Aires Sur y la Confederación Argentina de Básquetbol por el cual el equipo argentino de este deporte, en sus diferentes categorías, jugará como local exclusivamente en el Estadio Mary Terán de Weiss, que iba a techarse durante 2007.
Además, durante el primer semestre de 2007 se gestó la construcción de la denominada Ciudad del Básquet, un complejo dentro del Parque Roca que serviría para el entrenamiento y la concentración de los combinados nacionales en sus diferentes categorías, similar al que el seleccionado argentino de fútbol posee en Ezeiza. Sin embargo el proyecto no prosperó.

## Eventos relevantes

### Juegos Olímpicos de la Juventud
El estadio fue sede de diversas disciplinas durante los Juegos Olímpicos de la Juventud, Buenos Aires 2018.

### Finalissima de Futsal
El estadio fue elegido como sede definitiva de la Finalissima de futsal de 2022.